# Mémoire collective
La mémoire collective regroupe les représentations qu'un groupe partage de son passé.
S'il n'existe pas de consensus quant à la manière de la définir, l'expression « mémoire collective » consiste (au moins métaphoriquement) à attribuer une faculté psychologique individuelle — c'est-à-dire la mémoire — à un groupe, comme une famille ou une nation. La mémoire collective est, selon Pierre Nora, « le souvenir ou l’ensemble de souvenirs, conscients ou non, d’une expérience vécue et/ou mythifiée par une collectivité vivante de l’identité dans laquelle le sentiment du passé fait partie intégrante ».
Ce concept fait l'objet de travaux dans de nombreuses disciplines, notamment la sociologie, l'histoire, la philosophie, l'anthropologie et la psychologie.
Les travaux sur la mémoire collective ont été lancés par Maurice Halbwachs dans son ouvrage Les cadres sociaux de la mémoire, publié en 1925. Dans son œuvre, Halbwachs a donné au concept de mémoire collective au moins deux sens distincts dont on peut retrouver l'influence jusque dans les travaux actuels. Dans le premier, la notion de mémoire collective renvoie à l'idée que la mémoire individuelle est systématiquement influencée par les cadres sociaux dans lesquels elle s'insère. Dans le deuxième sens, la mémoire collective prend un sens plus radicalement collectiviste et renvoie à la mémoire du groupe en lui-même, au-delà de la mémoire de ses membres.

## Les travaux pionniers de Halbwachs

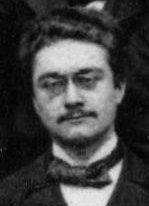
Maurice Halbwachs. Il est considéré comme le fondateur des travaux sur la mémoire collective

Le sociologue français Maurice Halbwachs a été l'élève de Henri Bergson et d'Émile Durkheim qui ont tous deux influencé son œuvre. Il considère que l'étude de la mémoire, plutôt que de relever de la compréhension des propriétés subjectives de l'esprit (point de vue subjectiviste), nécessite de s'intéresser à la manière dont le contexte social et le groupe d'appartenance structurent la mémorisation et la remémoration des événements par les individus. Il est même, selon lui, difficile d'imaginer que la mémoire puisse fonctionner en dehors d'un groupe,. Il illustre notamment cette idée avec l'exemple des souvenirs d'enfance: selon lui, il est en effet très difficile de distinguer quels éléments de ces souvenirs sont « authentiques » et dans quelle mesure ils sont influencés par les suggestions et les indices de notre famille ou de notre entourage.
Halbwachs s'est également intéressé à la mémoire collective en tant que représentations collectives au sens de Durkheim, à travers les symboles publics d'une société ou d'un groupe tels que les rituels commémoratifs. De ce point de vue, la mémoire d'un groupe est constituée « d'imagos » qui ne se situent pas dans l'esprit des individus mais leur sont rappelés de l'extérieur : le groupe social permet aux individus de reconstruire ces souvenirs par des récits et des symboles véhiculés par des artefacts sociaux.
Ainsi, les travaux de Halbwachs l'amènent à distinguer différents types de mémoire. La mémoire autobiographique est proprement individuelle et se réfère à la mémoire que l'individu a d'événements dont il a lui-même fait l'expérience ; elle s'oppose à la mémoire historique qui renvoie à la mémoire d'événements que l'individu n'a pas vécus lui-même mais qui lui sont transmis par le contexte social,. Halbwachs propose également de distinguer l'histoire de la mémoire collective. Selon lui, l'histoire est « une mémoire morte » qui n'a plus d'impact direct sur l'identité du groupe alors que la mémoire collective influence l'identité actuelle du groupe et constitue ainsi un enjeu identitaire pour celui-ci,. Dans ses suites, Goody affirme qu’en plus d’un enjeu identitaire, les groupes sociaux peuvent utiliser la mémoire comme moyen d'affirmation ou de revendication.
Selon Olick, il existe dans l'œuvre de Halbwachs deux conceptions distinctes de la mémoire collective qu'il n'a pas intégrées et articulées en un paradigme cohérent. D'un côté, si Halbwachs s'intéresse à la manière dont le groupe influence la mémoire de l'individu, il affirme que ce sont toujours les individus qui se rappellent : c'est donc en dernière analyse dans l'esprit des membres du groupe que se situe la mémoire collective. D'un autre côté, il affirme qu'il faut considérer « le groupe en lui-même comme ayant la capacité de se souvenir » (Halbwachs, 1992, p.54) ; il s'agit donc d'une approche plus radicalement collectiviste dans laquelle la mémoire collective d'un groupe n'est pas réductible à la mémoire de ses membres (voir le fait social au sens de Durkheim). Olick considère que cette « tension irrésolue » entre individualisme et collectivisme dans l'œuvre de Halbwachs a donné lieu à « deux cultures » dans les travaux actuels portant sur la mémoire collective : l'une adopte l'individualisme méthodologique alors que l'autre est plus holiste,. Au niveau conceptuel, Wertsch (2002) propose de nommer « version forte » l'interprétation de la mémoire collective selon laquelle le groupe aurait une mémoire en lui-même, au-delà de la mémoire de ses membres ; alors que la « version distribuée » renvoie à l'interprétation selon laquelle ce sont les membres du groupe qui partagent une représentation du passé.

## La version forte

### Mémoire collective et mémorialisation
La mémoire collective d'une nation est, entre autres, représentée dans des mémoriaux. C'est le cas par exemple du mémorial de l'Holocauste récemment inauguré et réalisé à Berlin (10 mai 2005) et du Mémorial des vétérans de la guerre du Viêt Nam à Washington. Ce qu'une nation choisit de « mémorialiser » ou non est un des indicateurs de ce que l'on appelle communément la mémoire collective.

### Patrimonialisation
La mémoire collective évoque désormais la notion de patrimoine. Toutefois, celle-ci n'a pas toujours existé historiquement, ni dans toutes les cultures. Choay soutient que ce serait plutôt une invention occidentale, mais qui est le lieu de multiples débats en raison de la diversité des expériences qui lui sont associées. Lapierre précise ce point en rapportant un exemple : les peuples autochtones à travers le monde ont fait front commun et ont obtenu une reconnaissance de leurs droits ancestraux en 2007 de la part de l'ONU. Bien que cette déclaration soit officiellement émise, des enjeux subsistent dans la circonscription des territoires et sur la définition du patrimoine en question, tant au niveau national qu'international. Bref, bien que la mémoire collective s'incarne dans un processus de patrimonialisation, sa mise en application demeure incertaine et est le lieu de luttes de pouvoir.

### Amnésie collective
La mémoire collective peut se bâtir également sur ce que certains auteurs nomment des omissions sélectives. On trouve aussi, généralement dans le cadre d'études sur les mémoires de guerre, l'expression « amnésie sélective » ou « amnésie collective ». Il s'agit du processus par lequel une société occulte de sa mémoire collective des événements de son histoire peu reluisants dans le contexte des valeurs contemporaines, ou dont la réalité est difficile voire socialement dangereuse à accepter. Il peut s'agir de choix idéologiques pris à une époque, ainsi que de crimes de guerre ou d'exactions de ses forces militaires (collaboration avec un ennemi, oppression de minorités, recours à la violence politique, nettoyages ethniques, massacres, génocides, etc.). Ces omissions sont identifiées comme une source possible de biais institutionnels.

## La version distribuée

### Approche individuelle et déterminants psychologiques de la mémoire collective

#### Les travaux de Bartlett
Frederic Charles Bartlett, psychologue britannique, est reconnu pour avoir introduit l’étude de la mémoire collective dans le domaine de la psychologie à travers son ouvrage intitulé Remembering publié en 1932. Bien que Bartlett ait critiqué Halbwachs, l’accusant de « réifier la mémoire collective en une âme quasi-mythique ayant son existence propre » (Douglas, 1980 ; p. 16-17), il considère que la mémoire est un phénomène intrinsèquement social, au sens où elle est influencée par le contexte social. En effet, Bartlett rejette l’idée selon laquelle l’acte de se souvenir se réduit à la réactivation de traces mnésiques préalablement stockées en mémoire. Selon lui, l'acte de se rappeler constitue un processus de reconstruction au cours duquel le contexte interagit avec des « schémas » (schemata) issus de notre expérience individuelle et de notre appartenance culturelle.

#### L'approche cognitive
Dans le domaine de la psychologie, un champ de recherche a consisté à développer l’approche de Bartlett en étudiant les déterminants individuels de la mémoire collective du point de vue de la psychologie cognitive.

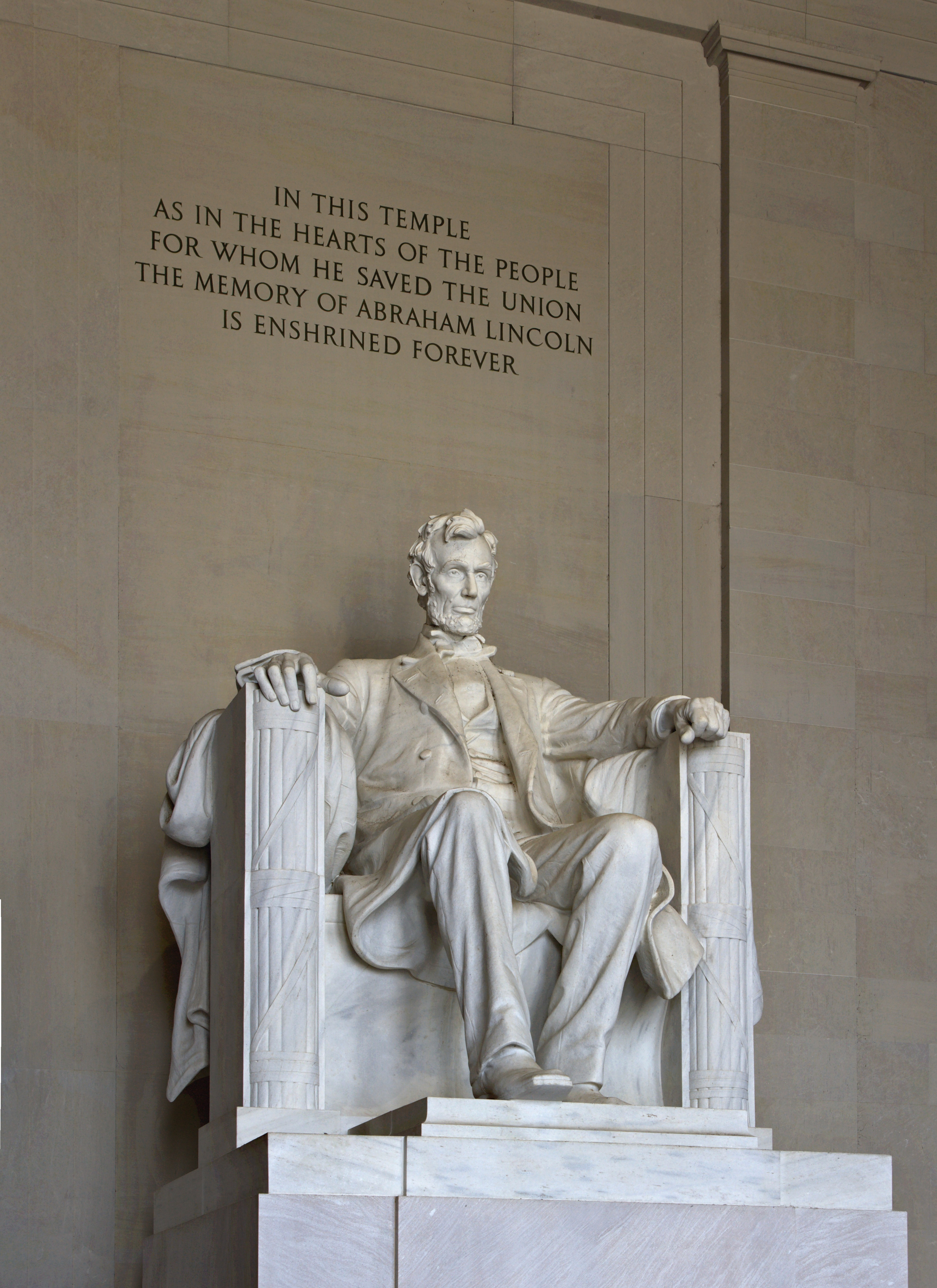
Le Lincoln Memorial, un symbole public susceptible de créer une mémoire collective

 Dans cette perspective, Coman et ses collègues considèrent que les psychologues doivent étudier la mémoire, et plus généralement la cognition, d’un point de vue interactionniste. Citant Olick, ils admettent que la mémoire collective ne peut pas être réduite à un ensemble de « mémoires individuelles partagées » mais ajoutent cependant qu’on ne peut limiter l’étude de la mémoire collective au niveau collectif, à travers les symboles publics maintenus par la société. En effet, il est nécessaire de s’intéresser à la manière dont la mémoire individuelle interagit avec l’environnement extérieur : lorsqu’il se rappelle, l’individu ne se limite pas à récupérer une information préalablement stockée mais construit un souvenir en utilisant des indices présents dans l’environnement. Pour illustrer cette idée, Coman et ses collègues s’appuient sur les observations de Beach (1993) : si des barmans expérimentés arrivent mieux à retenir des commandes compliquées que des barmans novices, ce n’est pas parce qu’ils ont une « meilleure mémoire » mais parce qu’au moment où ils reçoivent la commande, ils sortent les verres correspondants et les posent sur le comptoir ; c’est la forme de ces verres qui sert ensuite d’indice pour se rappeler la commande, la présence physique des verres constituant donc un guide pour leur mémoire. Cet exemple illustre comment les individus peuvent structurer l’environnement pour guider leur mémoire ; de la même manière, la société peut restructurer l’environnement pour façonner la mémoire collective à travers des artéfacts sociaux : ainsi, la manière dont le Lincoln Memorial de Washington est conçu – la statue d’Abraham Lincoln assis à la manière de Zeus dans un bâtiment construit comme un temple grec – est susceptible de façonner la mémoire que les visiteurs se forment de ce président comme un personnage quasiment divin. Ce genre d’artefacts sociaux peut ainsi façonner la mémoire d’un grand nombre d’individus et former une mémoire collective.
Klein suggère également qu’il est nécessaire de rendre compte des processus cognitifs impliqués dans la formation de la mémoire collective. Étant donné que les individus sont fréquemment amenés à penser à des évènements historiques, il propose de considérer les processus psychologiques individuels impliqués dans cette situation à travers la métaphore de « l’historien naïf » (lay historian) : il s’agit d’établir un parallèle entre les étapes de production de la connaissance historique par un historien expert et la manière dont un individu profane pense à un événement historique. En se basant sur le philosophe français Paul Ricœur, il identifie trois étapes du travail de l'historien afin de les appliquer à la démarche de l'historien naïf: la phase d'archivage (archival stage), la phase explicative (explanatory stage) et la phase de représentation (representational stage) ; la compréhension des processus cognitifs impliqués à chacune de ces étapes permettant d'identifier les éventuels biais dans la formation de connaissance historique.
- La phase d'archivage : Tout comme l'historien doit sélectionner des sources pertinentes par rapport à l'événement historique qui l'intéresse, l'historien naïf doit sélectionner des informations parmi la grande quantité qui sont disponibles dans sa mémoire. Concernant la manière dont ces informations sont choisies, une étude de Johnson, Bush et Mitchell (1998) montre par exemple que les processus cognitifs impliqués dans l'évaluation de la crédibilité d'un témoignage dépendent de la crédibilité attribuée à la source du témoignage : quand la source paraît crédible, les individus recourent à des heuristiques ou raccourcis cognitifs tels que le nombre de détails ou d'aspects émotionnels inclus dans la témoignage pour juger de sa crédibilité ; alors que quand la source paraît peu crédible, les individus vont être plus critiques et analyser systématiquement son contenu. Ce phénomène est donc susceptible d'influencer la sélection d'informations qui vont être retenues pour la phase suivante[14].

- La phase explicative : Une fois que certains événements sont sélectionnés, vient le moment de les expliquer, ce qui implique l'élaboration d'un raisonnement causal. Premièrement, plusieurs travaux[14] suggèrent que les individus cherchent sélectivement à expliquer certains événements et pas d'autres ; par exemple ceux qui ont des conséquences pour le présent ou encore ceux qui sont déplaisants. Deuxièmement, les individus peuvent recourir à des biais lors de l'explication des événements. Par exemple, Fischoff (1975)[15] a montré que quand des individus ont connaissance du dénouement d'un événement (comme c'est souvent le cas à propos d'événements historiques), ils ont tendance à surestimer son caractère prévisible (biais rétrospectif). Ce biais pourrait notamment s'expliquer par le fait que les individus retiennent préférentiellement les informations du récit qui « collent » mieux à la chaîne causale débouchant sur la conséquence connue[14].

- La phase de représentation : Cette phase consiste à représenter l'événement historique en question, en général sous forme de récit destiné à une audience. Les processus cognitifs impliqués dans cette phase sont notamment susceptibles d'être influencés par l'audience à laquelle l'individu s'adresse: des recherches montrent par exemple que lorsque les individus sont exposés à une description ambiguë d'un personnage et qu'ils doivent le décrire à une audience qui a une opinion soit favorable, soit défavorable, de cette personne, les individus vont non seulement adapter leur description pour qu'elle corresponde au point de vue de l'audience ; mais, surtout, ils auront ultérieurement tendance à rappeler la description qu'ils ont formulée à l'audience plutôt que la description originale[14],[16]. Ce phénomène appelé « l'effet dire-c'est-croire » (saying-is-believing effect) suggère donc que la mémoire est influencée par les caractéristiques perçues de l'audience. Il s'expliquerait par, et serait donc dépendant du degré auquel l'individu est motivé à établir une compréhension et une évaluation partagée de la réalité avec l'audience du récit[16].

#### L'approche conversationnelle
Selon Edwards et Middleton (1990),, la mémoire ne doit pas être considérée comme un phénomène purement mental mais plutôt comme prenant place dans une activité conjointe de communication : l’acte de se souvenir ensemble (joint remembering). De ce point de vue, les individus impliqués dans cette activité co-construisent leurs souvenirs et peuvent s’opposer à la version des événements rapportée par d’autres. Ces auteurs considèrent donc la mémoire comme une activité : les souvenirs verbalisés par les individus ne doivent pas être considérés comme reflétant leur « vraie mémoire » mais comme des actes de langage ayant une fonction rhétorique.
Coman et ses collègues attribuent également un rôle important aux conversations dans la formation de la mémoire collective, considérant celles-ci comme des artefacts sociaux au cours desquels des versions au départ différentes d’événements passés peuvent être amenées à converger. Ils s’intéressent en particulier à deux processus par lesquels les mémoires individuelles peuvent converger au cours d’une situation de rappel collectif dans une conversation : le premier est le cas où un individu implante de nouveaux souvenirs ou modifie des souvenirs préexistants chez les autres, et le second est celui où la situation de rappel collectif conduit à l’oubli collectif de certains éléments.
Concernant le premier cas de figure, les auteurs montrent que la situation de souvenir collectif conduit à un consensus plus important dans les souvenirs individuels. Par exemple, Cuc et ses collègues (2007) ont observé que lorsque des membres d’une famille discutaient entre eux d’une histoire qu’ils venaient de lire, les souvenirs individuels de l’histoire étaient plus homogènes après la conversation qu’avant celle-ci. De plus, les éléments partagés au cours de la conversation étaient rapportés de manière disproportionnée par les individus. Par ailleurs, le rôle pris par les participants au cours de la conversation détermine quel contenu sera partagé par les mémoires individuelles. Plus spécifiquement, Brown, Coman et Hirst ont observé que les participants adoptant un rôle de narrateur et, dans une moindre mesure, ceux disposant d’une expertise, exercent l’influence la plus importante sur le contenu des souvenirs qui seront partagés par les individus après le rappel collectif.
Concernant le deuxième point, plusieurs travaux montrent que le rappel d'événements passés peut conduire à des oublis sélectifs chez l’audience du récit : après la conversation, les éléments mentionnés par le narrateur seront plus facilement rappelés par l’audience alors que le rappel des éléments omis par le narrateur sera inhibé.

#### Émotions et mémoire collective
Selon Pennebaker et Banasik (1997), un des facteurs susceptible de transformer un évènement collectif en mémoire collective est sa charge émotionnelle. Cette importance des émotions dans la formation de la mémoire collective est illustrée dans le phénomène des mémoires flash (Repères temporels dans la mémoire autobiographique qui fait référence aux souvenirs très précis des circonstances personnelles dans lesquelles nous étions lorsque nous avons appris un événement choquant, en plus des détails de l'événement en question. Par exemple, les gens se souviennent généralement très précisément des circonstances dans lesquelles ils se trouvaient lorsqu’ils ont pris connaissance des attentats du 11 septembre ou encore de la chute du mur de Berlin ; ce type de souvenirs constituant ainsi « un mélange de circonstances personnelles et d'événements historiques dans la mémoire » (p. 4-5).

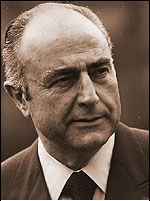
Paul Vanden Boeynants. Le témoignage de son kidnapping illustre le phénomène de partage social des émotions

Ainsi, Paez, Bellelli et Rimé (2009) suggèrent que les notions de mémoire collective et de flashbulb memories se recouvrent de manière importante. À travers une étude longitudinale effectuée juste après les attentats de Madrid, ils montrent que les individus qui participent à des rituels soit directement, comme à une manifestation, ou indirectement par l'intermédiaire des médias de masse, ont des souvenirs plus précis de l'événement traumatisant deux mois plus tard. Les résultats suggèrent notamment que les rituels favorisent des souvenirs précis en permettant aux individus de revivre les événements (social rehearsal) et les émotions qui y sont liées ; deux caractéristiques connues pour favoriser la formation de flashbulb memories. La participation à de tels rituels (via les médias de masse) semblent donc favoriser la formation de la mémoire collective, notamment via l'activation émotionnelle qu'elle crée.
Par ailleurs, les travaux rapportés par Rimé et Christophe (1997) montrent comment des expériences émotionnelles individuelles nourrissent la mémoire collective à travers le processus du partage social des émotions. Ils montrent ainsi que, lorsqu'un individu vit une expérience émotionnelle, il aura tendance à partager cette expérience de manière répétitive autour de lui. De plus, l'audience exposée au récit d'un épisode émotionnellement chargé aura également tendance à subir un impact émotionnel ; ce qui va la pousser à partager à son tour ce récit autour d'elle. Les auteurs illustrent ce processus de partage social des émotions avec le cas de Paul Vanden Boeynants. Cet ancien premier ministre belge fut kidnappé en 1989 et maintenu en captivité pendant un mois, puis libéré en échange d'une rançon. Peu après sa libération, Vanden Boeynants témoigna de son kidnapping et de sa captivité lors d'une conférence de presse ; ce témoignage, de par les qualités de narrateur de Vanden Boeynants et sa capacité à faire vivre l'expérience émotionnelle à son audience, provoqua un grand émoi au sein de la population belge et fut l'objet de toutes les conversations durant plusieurs semaines.

### Approche groupale

#### Théorie de l'identité sociale et mémoire collective
La présence d’une mémoire collective au sein d’un même groupe présuppose que l’ensemble de ses membres partageraient une histoire et une identité communes. À ce titre, la théorie de l'identité sociale élaborée par Henri Tajfel et John Turner et la mémoire collective entretiennent une relation particulière. L’identité sociale renvoie à la partie de notre image de soi qui fait référence à notre appartenance à un groupe ou une catégorie sociale particulière. Selon Licata, Klein et Gély, la mémoire collective satisferait certaines fonctions liées à l’identité sociale d’un groupe donné. Ainsi, ils avancent que la mémoire collective jouerait un rôle prédominant dans la construction de la définition de l’identité d’un groupe ainsi que dans sa valorisation. Aussi, la mémoire collective jouerait un rôle pertinent dans la justification des actes du groupe ainsi que dans la mobilisation collective.
Selon Liu et Hilton, « l’histoire nous procure des récits qui nous disent qui nous sommes, d’où nous venons et où nous devrions aller ». Ces auteurs parlent d’une fonction narrative de la mémoire collective permettant de façonner l’identité d’un groupe, comme celle d’une nation, dont l’histoire réelle ou mythologique a permis de bâtir son identité au fil du temps. L’ensemble des éléments constitutifs de l’histoire d’un groupe procurerait des représentations normatives relatives à des ensembles de règles morales, d’attitudes et/ou de comportements valorisés par le groupe. L’histoire est susceptible d’être partagée et transmise. Le partage et la transmission entre les membres du groupe de l’ensemble de ces représentations procurerait ainsi un sentiment de cohésion à l’ensemble des membres du groupe.
Selon la théorie de l'identité sociale, tout individu appartenant à un groupe tendra à valoriser ce dernier. Cette tendance renvoie à l’idée selon laquelle le groupe auquel l’individu appartient fait partie inhérente de la construction de son identité personnelle. Toujours selon la théorie de l’identité sociale, cette tendance s’actualiserait à travers la notion de comparaison sociale. Cette notion nous invite à considérer la tendance d’un individu à comparer son groupe et lui-même en fonction des autres groupes et individus afin d’en tirer une forme de valorisation de soi et de son groupe. Ainsi, la comparaison de son groupe par rapport à un autre permettrait de maintenir ou d’augmenter l’image positive du groupe afin de maintenir ou d’augmenter l'estime de soi collective. Selon Licata, Klein et Gély (voir aussi Licata et Mercy), l’histoire d’un groupe (ou une glorieuse mythologie comme celle de la Grèce ou encore des Scandinaves) constitue une source de valorisation. Par la comparaison intergroupe de leurs histoires respectives, la mémoire collective aurait ainsi une fonction de valorisation du groupe.
La mémoire collective aurait également une fonction de justification des actes passés, présents et futures posés par le groupe. Par la mise en exergue d’un événement passé significatif, un groupe peut ainsi légitimer ses pratiques passées, présentes et futures. Par exemple, la Seconde Guerre mondiale (1939/1945) a été légitimée par l’absurdité du Traité de Versailles, perçu comme une extrême humiliation par le NSDAP (Nationalsozialistische Deutsche Arbeiterpartei) en Allemagne. Ou encore, le 11 septembre et la détention d’arme de destruction massive a été mainte fois pris comme raison suffisante pour légitimer la guerre d’Irak (2003/2011) par les politiques américaines faisant fonction à l’époque.
Selon Reicher & Hopkins, la mise en évidence d’un événement historique propre au groupe peut également fournir des raisons suffisantes à la mobilisation de l’ensemble (ou de la majorité) des membres du groupe concerné. À titre d’exemple, la déflation faisant suite à la crise économique de 1929 et l’accession au pouvoir en 1928 du socialiste Herman Müller en Allemagne précipita l’Allemagne et l’Autriche dans une crise politique et économique sans précédent qui favorisa la mobilisation en faveur du NSDAP, lui permettant de passer du statut de parti marginal à l’un des partis les plus importants d’Allemagne, avant même la première candidature d’Adolf Hitler en février 1932.

#### Théorie des représentations sociales et mémoire collective
La théorie proposée par Moscovici avance que les représentations sociales « ne représentent pas simplement « des opinions sur » […] ou des « attitudes envers » un objet ou des groupes, mais plutôt des « théories » ou « des branches de connaissances » dans leur propre légitimité, pour la découverte et l’organisation de la réalité » (p. xiii). Les représentations sociales permettraient une assimilation des savoirs non familiers dans des cadres épistémologiques préexistants. La théorie des représentations sociales procure un cadre théorique pertinent qui prend en compte ces deux influences précédemment développées,. D’après Moscovici, les représentations sociales se forment et se maintiennent par le biais de deux processus : l’objectivation (« objectification ») et l’ancrage (« anchoring »). L’objectivation consiste en la transformation progressive de nouveaux concepts abstraits et/ou complexes en éléments visuels concrets à travers l’échange social. Par exemple, la première épidémie de peste au Moyen Âge en Angleterre : ne connaissant ni la maladie ni son origine, plusieurs causes et origines ont été inférées. La plus connue reste l’idée selon laquelle il s’agissait d’une punition divine à l’égard de la race humaine, plus particulièrement à l’égard de ceux dont la façon de vivre était jugée malsaine et non pieuse.
L’objectivation nous éclaire sur le processus de reconstruction du passé en fonction de l’état actuel des choses. L’ancrage renvoie directement à l’intégration de nouvelles connaissances dans des cadres épistémologiques préexistants. L’ancrage permet de mieux comprendre le processus selon lequel un événement passé est utilisé pour donner un sens aux événements actuels. L’idée selon laquelle la peste serait d’origine hérétique a poussé la mise en pratique de processions afin de brûler les hérétiques et les lépreux accusés de propager la maladie et de persécuter les juifs suspectés d’empoisonner les puits.
Comme la mémoire collective le suggère, tout groupe est assujetti à une histoire qu’il considère comme étant représentative de sa construction identitaire. Cette idée suppose donc que le groupe développe une certaine représentation de son histoire. À ce titre, Licata et Mercy proposent un développement tiré de l’idée de Prager selon laquelle « la façon dont un groupe social se rapporte à son passé peut être envisagé de deux manières différentes : les mémoires collectives sont soit représentées comme pesant sur le présent du groupe, ou comme étant influencées par le présent du groupe. Le passé peut être subi ou il peut être choisi ».
Les études menées par Schuman et Rodgers nous procurent de bons exemples de l’influence d’un événement passé marquant sur l’« état mental » actuel d’un groupe. Schuman et Rodgers ont comparé la mention d’événements historiques marquants chez des participants américains en 1985, 2000 et après le 11 septembre 2011. Entre 1985 et 2000, leurs résultats mettent en évidence que la Guerre du Viêt Nam (1955/1975) et le risque d’une guerre nucléaire furent nettement moins mentionnés en 2000 au profit des événements plus récents tels que la chute de l’URSS et la fin de la Guerre froide (1991). Entre 2000 et fin 2001, nous pouvons observer que les mentions liées à la fin de la Guerre Froide ont disparu au profit d'événements historiques violents liés à la mise en péril de l’intégrité de l’identité américaine (augmentation nette de la Seconde Guerre mondiale ; la Guerre du Viêt Nam ; l’assassinat de John F. Kennedy).
Comme développé plus haut, la mémoire collective jouerait un rôle prédominant dans la définition identitaire d’un groupe par le biais de la narration et du partage de leur histoire mais également dans la justification d’actions passés, présentes et futures du groupe. Comme la mémoire collective le suggère, tout groupe est assujetti à une histoire qu’il considère comme étant représentative de sa construction identitaire. Cette idée suppose donc que le groupe développe une certaine représentation de son histoire dans la mesure où celle-ci est source de valorisation. Comme le souligne Bartlett, l’histoire du groupe est continuellement remaniée, remodelée, reconstruite par ses membres afin de satisfaire au mieux leurs intérêts actuels. Ainsi, la construction narrative faite a posteriori ferait l’objet d’une procédure de sélection dans laquelle la majorité de leurs actions négatives est mise sous silence au profit des événements positifs les plus marquants servant à la valorisation de leur groupe. Il s'agit d'une situation où le passé du groupe est choisi en fonction de ses intérêts et projets présents ou futurs. Aussi, l’utilisation d’événements passés sélectionnés avec intérêt peut fournir au groupe les éléments nécessaires aux justifications de ses actions présentes ou futures et à la mobilisation et/ou au soutien de ses membres (cf. guerre en Irak et Afghanistan, expansion coloniale israélienne, revendications linguistiques en Belgique et au Canada, etc.). Toutefois, la construction narrative faite a posteriori peu également faire l’objet d’une sélection mettant uniquement en avant les éléments négatifs de l’histoire d’un exogroupe (cf. la peste ; voir plus bas) afin de fournir une explication plausible d’un événement nouveau et/ou sans précédent.

#### Mémoire collective et relations intergroupes: conflit et réconciliation
Dans un contexte post-conflictuel, les relations qu’entretiendront les groupes protagonistes pourront dépendre de la manière avec laquelle l’histoire du conflit sera construite. Les statuts des deux protagonistes à la fin du conflit – selon qu’ils se considèrent comme victime ou coupable – pourront alors être des facteurs importants dans la volonté ou non d’engager des démarches de réconciliation. Comme le soulignent Licata, Klein et Gély « le rapport à la mémoire n’est bien sûr pas le même si l’on se considère comme victime de l’exogroupe ou comme son agresseur » (p. 572).
La position de victime renvoie davantage, et de prime abord, au poids de l’histoire sur l’état actuel du groupe, bien que cette position peut être préférée a posteriori pour ses bénéfices en matière de négociation de reconnaissance et/ou de réparation de la part de l’exogroupe agresseur. Dès lors, le statut de victime peut également renvoyer à un passé délibérément choisi dans le cadre de ses avantages pour le groupe.
Selon Rothberg, la mémoire collective d’un groupe liée à un passé de victime peut s’articuler de plusieurs manières différentes parmi les membres d’un même groupe. Rothberg mobilise le terme de mémoire multidirectionnelle (multidirectional memory). Ainsi, Vollhardt distingue, dans l’appropriation du statut de victime, une conscience de victime inclusive (inclusive victim consciousness) d’une conscience de victime exclusive (exclusive victim consciousness). La première suppose que les membres du groupe considèrent leur histoire de victime comme étant similaire à celle vécue par d’autres groupes. La seconde suppose au contraire que les membres du groupe considèrent leur histoire de victime comme étant nettement différente et unique en comparaison aux vécus des autres groupes ayant également fait l’objet du même type d’agression. Dans le cas le plus extrême, un individu membre d’un groupe ayant un statut de victime peut également nier jusqu’à l’existence même d’une agression à l’égard d’un autre groupe ou nier les caractéristiques de cette agression (p.ex. nier le fait qu’il s’agisse également d’un génocide ou d'un meurtre de masse). Cela peut se faire d’une manière explicite par la comparaison des souffrances endurées par leur groupe par rapport à celles endurées par l’exogroupe (victimisation concurrentielle – competitive victimhood,. Elle peut également se faire d’une manière implicite lorsque le groupe supra-ordonné ne reconnait pas ou peu l’histoire d’un (sous)groupe.
Aussi, le statut de victime arboré par un groupe peut engendrer des effets négatifs dans les relations intergroupes car il favorise la mise en place de barrière psychologique. Surtout dans le cas où l’agression a été perpétrée au sein d’un même territoire sur un des groupes minoritaires constitutifs de l’identité supra-ordonnée, la victimisation peut entraver le processus de réconciliation. D'après Vollhardt et Bilewicz, sans réconciliation, le groupe victime peut choisir des actions violentes de représailles au lieu d’une solution pacifique au conflit actuel. Le groupe agresseur peut alors y trouver des justifications au rejet de leur revendication.
Comme nous l’avons vu, la mémoire collective joue un rôle important dans la construction de l’identité d’un groupe dans la mesure où l’histoire racontée la définit et la valorise. Il est donc difficile d’intégrer dans cette mémoire les événements violents dont le groupe s'est rendu coupable. Selon Licata et Mercy, être reconnu par l’Histoire comme étant le groupe coupable de méfaits graves à l’encontre d’un ou de plusieurs autres groupes aurait des conséquences tant au sein du groupe que dans ses relations intergroupes. Selon Sibley, Liu, Duckitt et Khan, l’histoire d’un pays sert à satisfaire une fonction symbolique primordiale à son existence et permet également de s’assurer le soutien de ses membres lors de prises de décisions et/ou le choix de ses politiques publiques. Et ce, car la perception de continuité au cours de son histoire est centrale pour le maintien de sa légitimité. Afin de maintenir une histoire positive et cohérente dans sa continuité, un groupe serait ainsi prêt à nier l’existence de son agression ou à refuser la reconnaissance de celle-ci en faveur du groupe agressé (cf. Maori en Nouvelle-Zélande).
Dans leur méta-analyse, Vollhardt et Bilewicz reviennent sur les conséquences psychologiques d’un génocide parmi les membres d’un groupe coupable. Ils montrent que les descendants des agresseurs tendent à exonérer leurs ancêtres responsables ou complice en mobilisation des raisons situationnelles ou encore en blâmant les victimes de leurs sorts. Cette volonté d’exonération peut mener au refus de reconnaissance du statut de victime de l’exogroupe et limiter les possibilités de réconciliation. Cependant, tous les descendants ne cherchent pas à exonérer leurs ancêtres. Les attitudes positives envers les victimes de leurs ancêtres améliorent les possibilités de réconciliations. Notons que d'après Shnabel et ses collègues, ces mêmes attitudes positives peuvent être mobilisées dans le but de servir la reconstruction de l’image de l’endogroupe menacée par un passé génocidaire. Toutefois, les attitudes positives envers les victimes de leurs ancêtres sont sources de sentiments négatifs comme la culpabilité, la honte, les remords ou encore les regrets. Selon Imhoff, Bilewicz et Erb, il existe une différence entre le sentiment de regret collectif et le sentiment de culpabilité collectif après une histoire commune de conflit entre deux groupes. Le sentiment de regret tient sa source du sentiment d’empathie aux victimes. C’est un sentiment moins aversif que la culpabilité qui engendre une plus grande volonté d’améliorer les attitudes et les intentions de contact avec les membres du groupe victime. Le sentiment de culpabilité collectif est donc plus aversif et provient de la reconnaissance de leur responsabilité à l’égard de l’histoire. Contrairement au sentiment de regret, la culpabilité (au même titre que la honte) engendre davantage de motivation pour la réparation des actions commises par leurs ancêtres. Sur ce point, un « cadre référentiel » s'est érigé autour de la mémoire de la Shoah, pour reprendre une expression de Nicole Lapierre. Dans une publication plus récente, Lapierre poursuit en disant que «[d]es mouvements luttent pour obtenir la reconnaissance, voire la réparation, des crimes du passé, notamment ceux de la traite transatlantique et de l’esclavage », et s’imposent dans ces situations de culpabilité.
Dans les deux cas, les descendants possèdent un sentiment de continuités historiques. Si les membres du groupe croient partager une essence commune avec leurs ancêtres coupables, ceux-ci se sentiront contraint à la réparation. À l’inverse, ce même sentiment d’essentialisme de leur groupe d’appartenance peut également pousser à nier la responsabilité de leurs ancêtres et donc de leur groupe.